# Starhawk (comics)
Pour les articles homonymes, voir Starhawk.
Starhawk est un personnage de fiction, un super-héros appartenant à l'univers de Marvel Comics. Il apparaît pour la première fois dans le comic book The Defenders #27, en 1975.

## Biographie du personnage
Stakar Ogord vient d'un univers alternatif (Terre-691). Fils de Quasar (Wendell Vaughn) et Kismet, il est enlevé à sa naissance et déposé sur la planète Arcturus IV. Le bébé est découvert par un couple d'Arcturiens, faisant partie des derniers mutants de leur race. Ils l'élèvent comme leur propre fils jusqu'à ce qu'ils soient tués par les Reavers d'Arcturus, des militaires. Le jeune garçon est découvert par le Reaver Ogord, qui l'adopta et le nomma Stakar.
Dans sa jeunesse, Stakar développe un grand intérêt pour l'archéologie et les sciences. Vers 2020, lui et sa demi-sœur Aleta réveillent une divinité dans un temple en ruine, qui leur transmet une partie de son pouvoir. Stakar devient alors Starhawk.
Les deux jeunes aventuriers tombent amoureux au fil des années et ont trois enfants ensemble (Sita, John et Tara). Ogord utilise ses petits-enfants et les transforme en vampires pour tuer son fils adoptif. Ils meurent de vieillesse accélérée. Aleta blâme alors Stakar pour leur mort.
Plus tard, il rejoint les Gardiens de la Galaxie. C'est avec eux qu'il découvre son passé et retrouve sa mère, Kismet. Ils combattent ensemble Era, le fils maléfique d'Eon.
Récemment, dans la nouvelles série Guardians of the Galaxy 2008, Starhawk est réapparu dans le continuum de la Terre-616 (le monde 'normal' de Marvel Comics).

## Pouvoirs et capacités
Starhawk est un hybride ayant reçu une portion de l'énergie d'un dieu alien. Il vieillit désormais très lentement. Grâce à cette énergie, il peut voler à la vitesse de la lumière à travers l'espace et émettre des rafales photoniques brûlantes. En se concentrant, l'énergie photonique peut être manipulée pour devenir des tentacules de lumière solide, assez résistants pour lier un être humain.
Starhawk possède une vision accrue et peut pister des objets ou des êtres, en visualisant les résidus d'énergie qu'ils ont dégagés.
Au repos, il peut soulever environ 2 tonnes, mais quand il se retrouve chargé de l'énergie solaire, il a été capable de combattre Thor à mains nues. Sa force serait alors de Classe 50 à 100.
Stakar possède un don de précognition.

## Apparitions dans d'autres médias
Sauf indication contraire, les informations mentionnées dans cette section peuvent être confirmées par la base de données cinématographiques IMDb,  présente dans la section « Liens externes ».

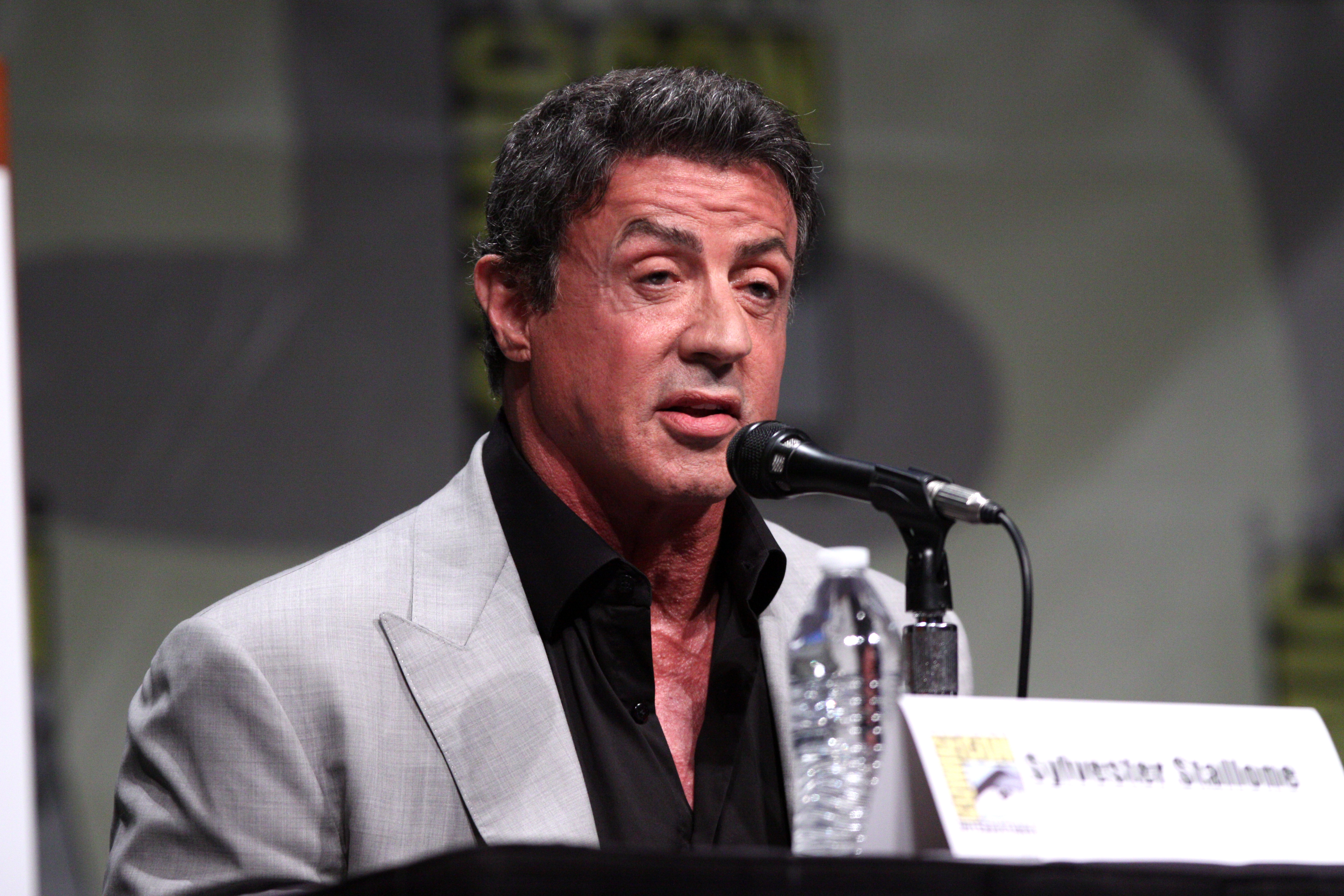
Sylvester Stallone incarne Stakar Ogord dans Les Gardiens de la Galaxie Vol.2 (2017)

Le personnage est interprété par Sylvester Stallone dans l'univers cinématographique Marvel :
- 2017 : Les Gardiens de la Galaxie Vol.2 de James Gunn
- 2023 : Les Gardiens de la Galaxie Vol. 3 (Guardians of the Galaxy Vol. 3) de James Gunn